# Nationale I Féminine 2004/05
Die Nationale I Féminine 2004/05 war die dritte französische Mannschaftsmeisterschaft im Schach der Frauen und gleichzeitig die erste, die in einem Ligabetrieb mit Auf- und Abstieg durchgeführt wurde.
Meister wurde der Club de Clichy-Echecs-92, in die Nationale II absteigen musste der Club de L’Echiquier Chalonnais. Der Titelverteidiger Association Cannes-Echecs war nicht am Start.
Zu den gemeldeten Mannschaftskadern siehe Mannschaftskader der Nationale I Féminine 2004/05.

## Spieltermine
Die Wettkämpfe fanden statt vom 11. bis 13. Februar 2005 und wurden zentral in Clichy ausgerichtet.

## Modus
Die zehn teilnehmenden Vereine trugen ein vierrundiges Turnier im Schweizer System aus. Über die Platzierung entschied zunächst die Anzahl der Mannschaftspunkte (3 Punkte für einen Sieg, 2 Punkte für ein Unentschieden, 1 Punkt für eine Niederlage, 0 Punkte für eine kampflose Niederlage), anschließend die Differenz zwischen Gewinn- und Verlustpartien und letztendlich die Zahl der Gewinnpartien. Da die Liga zur kommenden Saison auf 12 Mannschaften aufgestockt wurde, stieg nur der Tabellenletzte ab und wurde durch die Sieger der drei Staffeln der Nationale II ersetzt.

## Saisonverlauf
Sowohl die Entscheidung um den Titel als auch um die um den Klassenerhalt fiel erst in der letzten Runde. Clichy und Évry hatten jeweils die ersten drei Runden gewonnen, und durch einen Sieg im direkten Vergleich wurde Clichy französischer Mannschaftsmeister. Am Tabellenende lagen Naujac-Sur-Mer und Chalons-En-Champagne, welche die ersten drei Runden verloren hatten. Naujac-Sur-Mer erreichte durch einen Sieg den Klassenerhalt.

## Abschlusstabelle
| Pl. | Verein                         | Sp | G | U | V | MP | Brett-P. |
| --- | ------------------------------ | -- | - | - | - | -- | -------- |
| 01. | Club de Clichy-Echecs-92       | 4  | 4 | 0 | 0 | 12 | 12:1     |
| 02. | Club de Vandœuvre-Echecs       | 4  | 3 | 0 | 1 | 10 | 10:4     |
| 03. | Évry Grand Roque               | 4  | 3 | 0 | 1 | 10 | 8:4      |
| 04. | Club de Bischwiller            | 4  | 2 | 0 | 2 | 8  | 8:6      |
| 05. | Club de Mulhouse Philidor      | 4  | 2 | 0 | 2 | 8  | 7:5      |
| 06. | Marseille Duchamps             | 4  | 2 | 0 | 2 | 8  | 7:8      |
| 07. | C.E. de Bois-Colombes          | 4  | 2 | 0 | 2 | 8  | 5:8      |
| 08. | Club de L’Echiquier Naujacais  | 4  | 1 | 0 | 3 | 6  | 6:9      |
| 09. | Club de J.E.E.N.               | 4  | 1 | 0 | 3 | 6  | 4:9      |
| 10. | Club de L’Echiquier Chalonnais | 4  | 0 | 0 | 4 | 4  | 0:13     |

## Entscheidungen
|  | Französischer Mannschaftsmeister: Club de Clichy-Echecs-92    |
|  | Absteiger in die Nationale II: Club de L’Echiquier Chalonnais |

## Kreuztabelle
| Ergebnisse | Ergebnisse                     | 01. | 02. | 03. | 04. | 05. | 06. | 07. | 08. | 09. | 10. |
| ---------- | ------------------------------ | --- | --- | --- | --- | --- | --- | --- | --- | --- | --- |
| 01.        | Club de Clichy-Echecs-92       |     | 3:1 | 2:0 |     |     |     | 3:0 | 4:0 |     |     |
| 02.        | Club de Vandœuvre-Echecs       | 1:3 |     |     | 2:1 |     | 4:0 |     |     | 3:0 |     |
| 03.        | Évry Grand Roque               | 0:2 |     |     | 3:0 | 2:1 | 3:1 |     |     |     |     |
| 04.        | Club de Bischwiller            |     | 1:2 | 0:3 |     |     |     | 4:0 |     | 3:1 |     |
| 05.        | Club de Mulhouse Philidor      |     |     | 1:2 |     |     |     | 1:2 | 2:1 |     | 3:0 |
| 06.        | Marseille Duchamps             |     | 0:4 | 1:3 |     |     |     |     | 3:1 |     | 3:0 |
| 07.        | C.E. de Bois-Colombes          | 0:3 |     |     | 0:4 | 2:1 |     |     |     | 3:0 |     |
| 08.        | Club de L’Echiquier Naujacais  | 0:4 |     |     |     | 1:2 | 1:3 |     |     |     | 4:0 |
| 09.        | Club de J.E.E.N.               |     | 0:3 |     | 1:3 |     |     | 0:3 |     |     | 3:0 |
| 10.        | Club de L’Echiquier Chalonnais |     |     |     |     | 0:3 | 0:3 |     | 0:4 | 0:3 |     |

## Die Meistermannschaft
| 1.            | Club de Clichy-Echecs-92                                                   |
| Schachfiguren | Antoaneta Stefanowa, Silvia Collas, Marina Martsynovskaya, Sophie Bujisho. |